# 기적 (명단)
기적(妓籍)이란 특정 지역에서 일하는 모든 기생들의 명단이다. 지역의 우두머리인 호장이 관리했다. 명단에 없는 사람은 기생으로 활동할 수 없었으므로 기생으로 활동하려면 명단에 올려야 했다. 기생의 이름은 정년이 되거나, 매수되거나, 사망한 경우에만 기적에서 지울 수 있었다.
기적은 고려와 조선시대에 걸쳐 유지되었다. 13세기 고종 (고려) 때 처음으로 사료에 등장한다.

## 같이 보기
- 한국의 역사